# Bror Tommy Borgström
Bror Göran Tommy Borgström, född 25 mars 1951 i Ystad är en svensk skådespelare och mångsysslare inom scenkonst.

## Biografi
Bror Tommy Borgström föddes och växte upp i Ystad. Hans scenkarriär startade med att han på 1960-talet var sångare i popbandet Group 387. Han tog teaterlektioner av skådespelaren Wera Lindby och gick en ettårig utbildning på Skara skolscen. Därefter följde Statens scenskola i Malmö. 
Efter teaterutbildningen har Borgström arbetat på många platser och i många sammanhang. Han har mest hållit sig i Skåne och Ystad men även arbetat i Stockholm och Göteborg (Folkteatern, Nynningen och Nationalteatern), med Wästswänska teatern i Uddevalla och med Borås stadsteater. Han medverkade i tv-serier; Porträtt av en flykting (1975), Olle Blom: Reporter (1977), August Palms äventyr (1985), Kuriren (1988), Xerxes (1988) och Macklean (1993). På 1980- och 1990-talen var han anställd i tio år vid Skånska teatern i Landskrona (”Det var en mycket lycklig period att ”bara” vara anställd”).

### Ystad
Några år efter scenskolan försökte Bror Tommy Borgström att bilda en fast professionell ensemble i Ystad, men förgäves. I stället startade han då amatörteatersällskapet Aloteatern, som under sju år hann med nio revyer samt barnteaterprojekt. När Ystads teater fyllde 100 år 1994 satte Borgström upp en jubileumsföreställning som spelades 33 gånger och sågs av 23 000 personer.

### Marsvinsholm och Ystads stående teatersällskap
Cirka tio km väster om Ystad ligger Marsvinsholms slott från 1600-talet. Bror Tommy Borgström såg parken och föreslog ägaren Thomas Jacobaeus att man på somrarna skulle kunna spela teater där, vilket Jacobeus tyckte var en utmärkt idé. Borgström tog då initiativ till att bilda den fria teatergruppen Ystads Stående Teatersällskap, YST. 1996 hade man premiär i Marsvinsholm. Första pjäsen, Den tanklöse av Molière som spelades för första gången i Sverige, blev en stor publiksuccé och man valde därför att spela den även sommaren 1997. Varje sommar t.o.m. 2012 spelade sedan YST i slottsparken. Man blandade klassiker med nyare material, bland annat fler pjäser av Molière, Holberg, Gogol, Brecht, Graham Greene och Henning Mankell. Borgström hade ibland huvudrollen, ibland en biroll. Regissör var ofta Judith Benedek. Publiken strömmade till. Man kom med bil eller tåg och den stora utomhusarenan var ofta fullsatt, 500-600 personer. Marsvinsholms järnvägsstation på banan Malmö-Ystad var sedan länge nedlagd, men Skånetrafiken lät tågen stanna till där före och efter föreställningarna.
2013 tog en annan ensemble, Marsvinsholmsteatern, över sommarspelningarna tills man 2017 gick i konkurs.

### Grävskopan
1989 inledde Bror Tommy Borgström ett samarbete med författaren och teaterchefen i Växjö, Henning Mankell. Det skulle resultera i flera gemensamma projekt, bland annat två pjäser på Marsvinsholm. Mankell skrev monologen Grävskopan särskilt för Borgström. ”Rune F. Lindgren”, 45 år gammal och ”till 49 procent ägare av en grävmaskin”, sitter på krogen och dricker whisky och väntar på en dam som aldrig dyker upp. Det är en pjäs om ensamhet och brustna illusioner. 
Grävskopan hade premiär 2000 på Ystads teater och spelades där tjugo gånger för utsålda hus. Borgström har därefter spelat rollen på många håll i Skåne och övriga Sverige. 2004 kunde den höras som radioteater. 2019 spelade han Grävskopan ”för sista gången” men det hade han sagt förr. Han hade då framfört monologen cirka 280 gånger för omkring 45 000 personer.

### Kamin för frusna själar
Kamin för frusna själar är en annan monolog som Borgström turnerat med. Den är skriven för honom av Jacques Werup och bygger på Werups roman Lev länge, dö ung (som i sin tur bygger på verklighetens Gunnar ”Siljabloo” Nilssons liv) från 2001. Jazzsångaren Sven-Ove Sonnie Olsson ser tillbaka på sitt händelserika liv. ”Musik och melankoli, bekännelser och botgöring, lust och längtan samt skratt och sorg” enligt Ystads Allehanda. Borgström hade premiär med monologen 2013.

### Mera Ystad (med omnejd)
Ystads Stående Teatersällskap har fortsatt att verka efter tiden på Marsvinsholm. 2019 hade man premiär på Biografteatern Scala i Ystad med Tehå:s Ystad. Pjäsen bygger på författaren Sigurd ”Tehå” Thomassons kåserier och texter om Ystad. 2020 spelade man Ord både på Scala och på Väv-Larssons gård i Ystad. 
Bror Tommy Borgström och Teatersällskapet har också framträtt i många andra sammanhang, t.ex med Vysotskijs sånger om en vän, Pågen sidder ve sin marengröd (dikter på skånsk dialekt, även utgiven som cd-skiva), Mina minnen från kvarteret runt Klostret (Borgström berättar om sina barndomsminnen från 1950-talets Ystad) och Utdrivningen (om hur gråbröderna fördrevs från Ystads kloster 1532).
Han har även gjort insatser som inte direkt har med teater att göra, exempelvis: 
- Han var en drivande kraft bakom anläggandet av Kallbadhusbryggan i Ystad, invigd 2010.[14][15]
- CD:n Ystad min älskade stad (2013). Sången finns på Spotify och Youtube.
- Han medverkade i redaktionen för boken Vårt 60-tal i Ystad (2015).[14]

## Teater

### Roller
| År   | Roll | Produktion                                                | Regi          | Teater                        |
| ---- | ---- | --------------------------------------------------------- | ------------- | ----------------------------- |
| 2009 | Kent | Sitt still i båten (Don’t Rock The Boat) Robin Hawdon(en) | Dennis Sandin | Ystads Stående Teatersällskap |

## Utmärkelser
- 1995 – Malmöhus läns landstings kulturstipendium[17]
- 1998 – Ystads kommuns kulturpris[18]
- 2003 – Jullan Kindahls stipendium (via TSO-orden Malmö)[17]
- 2004 – Kvällspostens Thaliapris (för rollen som Harpagon i Molièrs Den girige)[19]
- 2005 – Ystads Allehandas kulturpris[17]
- 2007 – Karl Gerhards hederspris[14]
- 2008 – Torsten Tegstams stipendium[20]

### Övriga källor
- Rönnberg, Ingegerd (2001). ”Slottsteater för folket”. Statstjänstemannen (nr 8): sid. 22-23.